# Paro
För andra betydelser, se Paro (olika betydelser).
Paro (dzongkha: སྤ་རོ་རྫོང་ཁག་; Wylie: Spa-ro rdzong-khag) är ett av Bhutans tjugo distrikt (dzongkha). Huvudstaden är Paro.
Paros flygplats är den enda internationella flygplatsen i landet.
Distriktet har cirka 36 433 invånare på en yta av 1 310 km².

## Administrativ indelning
Distriktet är indelat i tio gewog:
- Doga Gewog
- Dopshari Gewog
- Doteng Gewog
- Hungrel Gewog
- Lamgong Gewog
- Lungnyi Gewog
- Naja Gewog
- Shapa Gewog
- Tsento Gewog
- Wangchang Gewog